# Sabicea duparquetiana
Sabicea duparquetiana är en måreväxtart som beskrevs av Henri Ernest Baillon och Herbert Fuller Wernham. Sabicea duparquetiana ingår i släktet Sabicea och familjen måreväxter.
Artens utbredningsområde är Gabon. Inga underarter finns listade i Catalogue of Life.